# Nachtsanggeläut

Drehring für Glockenseil Nachtsanggeläut

Nachtsanggeläut ist die Bezeichnung für ein Musizieren mit Kirchenglocken. Es kann nur praktiziert werden, wenn Glocken von der heute üblichen elektrischen Steuerung abgekoppelt werden können. Musiziert wird mit Hilfe von Händen und Füßen. Die Glocken werden dabei in ein Geschirr aus Seilen und Riemen gelegt, um mit ihnen musizieren zu können.

## Nachtsanggeläut in Gütersloh

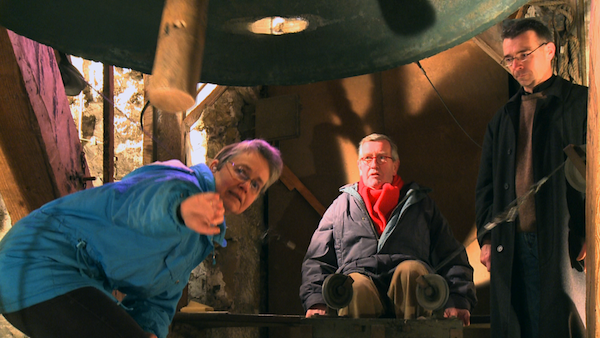
Glöckner des Gütersloher Nachtsanggeläuts. v.l.: Barbara Rohden, Klaus Nordmann, Marcus Büteröwe

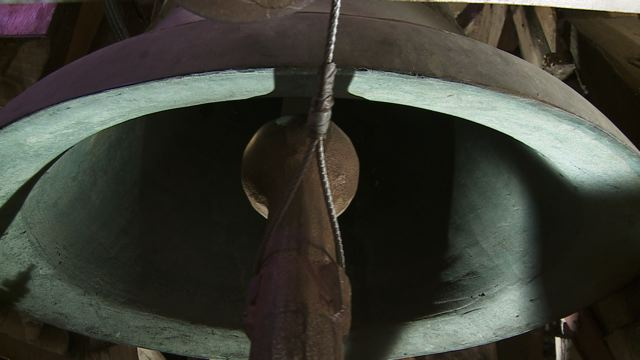
Martin-Luther-Kirche mit der kleinen Glocke

Das Nachtsanggeläut gibt es in Deutschland heute nur noch in Gütersloh in der Martin-Luther-Kirche. Nach traditionellen Regeln werden Rhythmik und Melodien durch anziehen, schlagen und loslassen mit Händen und Füßen geläutet. Insgesamt werden in Gütersloh drei Glocken betätigt.
Das Nachtsanggeläut ist ein vor Jahrhunderten entstandenes Geläut, in Gütersloh wird es nachweislich seit 1790 gespielt. Es wird seitdem in seinen sechs verschiedenen Teilen oder Sätzen so geläutet wie heute, in dem unter anderem das Beiern im dritten und fünften Teil vorkommt. Im Gesamtrahmen des Geläutes hat es einen Anteil von ca. 30 %. Die Dauer des Geläutes ist inklusive der jeweils notwendigen Umbauphasen an den Glocken eine ¾ Stunde.
Geläutet wird nur im Winter, und zwar  vom Reformationstag (31. Oktober) bis Mariä Lichtmess jeden Samstag ab 19.00 Uhr, sowie an den Weihnachtsfeiertagen und an Silvester.

## Unterscheidung zum Beiern
Es gibt einen Unterschied zwischen dem Gütersloher Nachtsanggeläut und dem sogenannten Beiern, das nicht nur im Rheinland noch heute geläutet wird. Das Nachtsanggeläut ist vor ca. 1000 Jahren entstanden. Es wurde an Domen und Kirchen speziell im Osnabrücker Land nach mündlichen Überlieferungen geläutet. Schriftliche Nachweise gibt es seit 1790.
Das Besondere am Nachtsanggeläut ist die Melodieführung und die gesetzten Akkorde. Im ersten und zweiten Teil steigt der Tonfall langsam an und wird über 15 bis 20 Minuten mit unterschiedlichen Melodieformen gespielt. Im vierten und sechsten Teil ergänzen sich wieder längere Melodiepassagen. Insgesamt besteht das Geläut aus sechs Teilen. Der Abschnitt mit der Bezeichnung des 'Adams', der sechste Teil, wird nur zu Silvester gespielt. Die anderen Teile sind nicht bezeichnet, sondern nur nummeriert. Die gesamte Dauer des Geläutes beträgt 45 Minuten. Im dritten und fünften Teil kommt jeweils ein kleineres Beiergeläut vor, das 5 Minuten und 4 Minuten dauert. Die anderen vier Teile sind wesentlich länger und geben dem Glockenspiel auch den eigentlichen Charakter des Nachtsanggeläuts durch die unterschiedliche Melodieführung.

## Sagen
Das Geläut wurde angeblich durch Bischöfe eingeführt, die sich in der Nacht verirrt hatten. Da es ihnen geholfen hat zurückzufinden, sollte es vor allem in der Herbst und Winterzeit dazu dienen, dass alle Menschen diese Hilfe nutzen können, falls sie vom Wege abgekommen waren. Es ranken sich zwei Sagen um die Tradition:
Die erste Sage geht von der Rettung eines Bischofs mit Amtssitz im Osnabrücker Land aus. Nach einer Jagd mit kleinem Gefolge verirrte sich die Gruppe im Wald und auf Grund der Kälte schwanden die Kräfte schnell. Ein Glockensignal war das Zeichen für die Rettung. Der Bischof folgte diesem Geläut und wurde so gerettet.
Die zweite Sage geht wieder von der Rettung eines Bischofs aus, nur diesmal nahe der Küste. Auch hier gab es in der Nacht ein Geläut, welches einen verirrten Bischof wieder nach Hause führte.